# Ivana Brlić-Mažuranić
Ivana Brlić-Mažuranić (18 avril 1874 - 21 septembre 1938) est une auteur croate de contes et d'histoires pour enfants.
En Croatie et à travers le monde, elle est reconnue comme l'une des importantes écrivaines pour enfants.

## Biographie
Ivana naît le 18 avril 1874 à Ogulin, en Croatie dans la célèbre famille Mažuranić. Son père, Vladimir Mažuranić est Écrivain, avocat et historien, auteur, entre autres, en 1882 de Prinosi za hrvatski pravno-povjestni rječnik (Un dictionnaire croate sur l'histoire et la loi). Son grand-père ést le célèbre homme politique et poète Ivan Mažuranić et sa grand-mère, Aleksandra Mažuranić, est la sœur de l'auteur et personnage clé du mouvement national croate de la Renaissance, Dimitrije Demetar.
Ivana suit sa famille à Karlovac, puis à Jastrebarsko avant de finalement s'installer à Zagreb, la capitale.
Après son mariage avec l'homme politique et avocat Vatroslav Brlić en 1892, elle déménage à Brod na Savi (aujourd'hui Slavonski Brod) où elle vivra la plus grande partie de sa vie. Elle se consacre principalement à sa famille et à l'éducation. Mère de six enfants, elle s'intéresse à la psyché des plus petits et le réutilise dans ses ouvrages. Ses premiers livres sont initialement écrits en français.
Ivana commence par écrire un journal intime, de la poésie et des essais mais la plupart de ces créations ne sont pas publiées avant le début du XXe siècle. Ses premiers articles, connus sous le nom School and Holidays commencent à être publiés dans les journaux après 1903.
C'est en 1913 qu'est publié son premier livre, The Marvellous Adventures and Misadventures of Hlapić the Apprentice (titre original croate : Čudnovate zgode i nezgode šegrta Hlapića).
Les critiques considèrent son livre Tales of Long Ago (Priče iz davnine), publié en 1916, comme le plus important de sa carrière.
Ivana est nommée pour le prix Nobel de littérature en 1931 et en 1938. Elle est, en 1937, la première femme à entrer à l'Académie yougoslave des sciences et des arts. 
Elle se suicide le 21 septembre 1938 à Zagreb après une dépression.
Souvent considérée l'Andersen croate (pour sa virtuosité de narratrice pour enfants) et la Tolkien croate (pour pénétrer dans le monde fantastique de la mythologie), Ivana Brlić-Mažuranić côtoie les plus grands de la littérature jeunesse avec son originalité et sa fraîcheur. 
Ses œuvres ont été traduites dans toutes les principales langues du monde.

## Publications
- 1902 : The Good and the Mischievous (Valjani i nevaljani)
- 1905 : School and Holidays (Škola i praznici)
- 1912 : Pictures (Slike)
- 1913 : The Marvellous Adventures and Misadventures of Hlapić the Apprentice (Čudnovate zgode i nezgode šegrta Hlapića)
- 1916 : Tales of Long Ago (Priče iz davnine)
- 1923 : A Book for Youth (Knjige o omladini)
- 1935 : From the Archives of Family Brlić in Brod na Savi (Iz arhive obitelji Brlić u Brodu na Savi)
- 1937 : Jaša Dalmatin Viceroy of the Gujarati (Jaša Dalmatin, potkralj Gudžarata)
- 1939 : Gingerbread Heart (Srce od licitara)
- 1943 : Fables and Fairy-tales (Basne i bajke)

## Publications en France
- Le Voyage de Potik et autres contes de Croatie, Ivana Brlić-Mažuranić ; traduit du croate par Pascale Delpech, Bordeaux : Elytis, collection : « Les contes », p. 142, 2013  (ISBN 978-2-35639-122-3)[3]

## Adaptations
- Le conte Segrt Hlapic a été adapté par l'école du dessin animé de Zagreb pour devenir le dessin animé Lapitch, le petit cordonnier, réalisé par Milan Blažeković et produit par Croatia Film. Dès sa sortie en 1997, Ce fut le film croate le plus rentable[4].
- En 2013, une nouvelle adaptation en prises de vues réelles de Lapitch, réalisé par Silvije Petranović sort sur les écrans.